# Йоган-Георг Пінзель
Йоган-Георг Пінзель, або Йоган Ґеорґ Пінзель, Йоган Георг Пінзель, Іоа́н Гео́ргій Пі́нзель, майстер Пінзель (нім. Johann Georg Pinsel, лат. Ioannes Georgius Pinsel, пол. Jan Jerzy Pinzel, бл. 1707 або бл. 1720 — між 16 вересня 1761 і 24 жовтня 1762, ймовірно, Бучач) — галицький скульптор середини XVIII століття, представник пізнього бароко і рококо. Зачинатель Львівської школи скульпторів. Для його творів характерна велика емоційність і динаміка, надання створеним формам життєвих рис.

## Життєпис
Біографічні відомості про майстра майже відсутні. Його етнічне походження, місце і час народження, також обставини появи в Галичині та смерті наразі невідомі. Є ймовірність, що він народився в Італії, оскільки його роботи нагадують твори Мікеланджело і є теорія, що він сам походив з Італії. Ім'я вказує на його приналежність до християнської релігії.
Збігнев Горнунг свого часу стверджував, що Пінзель походив із Чехії, про що, на його думку, свідчила схожість робіт майстра з творами празької школи. Микола Голубець називав його «шлеським різьбярем».
Пінзель прибув до Польщі наприкінці 1740-х років на запрошення Бернарда Меретина для виконання різьбярських робіт у проєктованих архітектором будівлях на замовлення Миколи Василя Потоцького. За іншими даними — з'явився в середині 1740 років при дворі магната М. В. Потоцького, який став його головним замовником і патроном.
Протягом 1750–1760-х років (переважно спільно з архітектором Бернардом Меретином) працював у Львові, Ходовичах (нині Львівська область), Городенці, Гвіздці (нині Івано-Франківська область), Монастириськах, Бучачі (обидва — сучасна Тернопільська область).
Перед квітнем 1756 року разом з Йоганом Георгом Гертнером почали працювати над вівтарями двох Патріархів (інші дані — святих Фелікса Валуа та Яна де Мата) у Львівському костелі Тринітаріїв, які не збереглися. Роботи закінчили у квітні 1757 року. Кошти за виконані роботи (990 злотих) отримав у 1757 році. Додатково зробив для цих вівтарів невеликі статуї святих Яна Непомуцького та Якима.
Наприкінці 1750-х років Меретин замовив Пінзелю виконання оздоблювальних робіт у костелі в Годовиці, які він не зміг виконати через передчасну смерть архітектора (крім казальниці — спрощеної репліки амвона в костелі Городенки). Виконав у 1759–1761 роках монументальні статуї святих Атанасія, Леона, кінну статую святого Юра, за що отримав величезну тоді суму — близько 36 896 злотих. Перед смертю Меретин доручив йому виконання двох балконових консолей з чоловічими торсами для кам'яниці № 40 на площі Ринок у Львові, перебудованій під резиденцію львівського єпископа УГКЦ Лева Шептицького, яка 1761 року вже була накрита дахом.
1761 року Микола Василь Потоцький офірував 100 000 золотих для виконання різьбарських робіт у новому домініканському костелі Львова і зобов'язав Пінзеля виконати роботи. Вони передбачали виконання двох бічних вівтарів у каплицях на поперечній осі храму (до наших днів не збереглись, вціліли приналежні фігури святих Миколая, Йосифа (?), Августина, Домініка, виконані перед консекрацією храму 1764 року. Пінзель виконав статую Матері Божої з дитятком у кляшторному ораторіумі за великим вівтарем. З весни 1764 року тривали роботи із зовнішньої декорації костелу.
1761 року завершив свої роботи з оздоблення собору святого Юра. 16 вересня 1761 року отримав кошти за роботи, виконані в костелі у Монастириськах, що вважається найпізнішим фактом з життя майстра.
Помер між 16 вересня 1761 і 24 жовтня 1762 року ймовірно в Бучачі.
Поява Пінзеля сприяла розвитку талантів Томаса Гуттера, Конрада Кутченрайтера, Георга Маркварта, Христіана Сейнера, Себастьяна Фесінгера, спрямувало їх творчість в напрямку розквітлого рококо. Майстерня Пінзеля, яка провадилася, найправдоподібніше, в Бучачі, сприяла появі (крім Антона Штиля, Фабіяна Фесінґера, Яна Непомуцена Бехерта) таких чільних майстрів молодшої генерації львівської різьбарської школи на чолі з Антоном Осинським, Іваном та Матвієм Полейовськими, Іваном Оброцьким, Франциском Олендзьким.

### Сім'я
13 травня 1751 року одружився в Бучачі з удовою Маріанною Єлизаветою Кейтовою з родини Маєвських. Від цього шлюбу мав двох синів — Бернарда (нар. 1752) і Антона (нар. 1759).
Згідно тодішніх звичаїв, удова мала принаймні рік перебувати в жалобі за померлим чоловіком. За наявними документами, 24 жовтня 1762 року Єлизавета Пінзелева втретє вийшла заміж за Йогана Беренсдорфа. Можна припустити, що третій чоловік Маріанни з Маєвських був челядником Пінзеля, а по його смерті одружився з його вдовою та успадкував його майстерню.

## Перелік творів

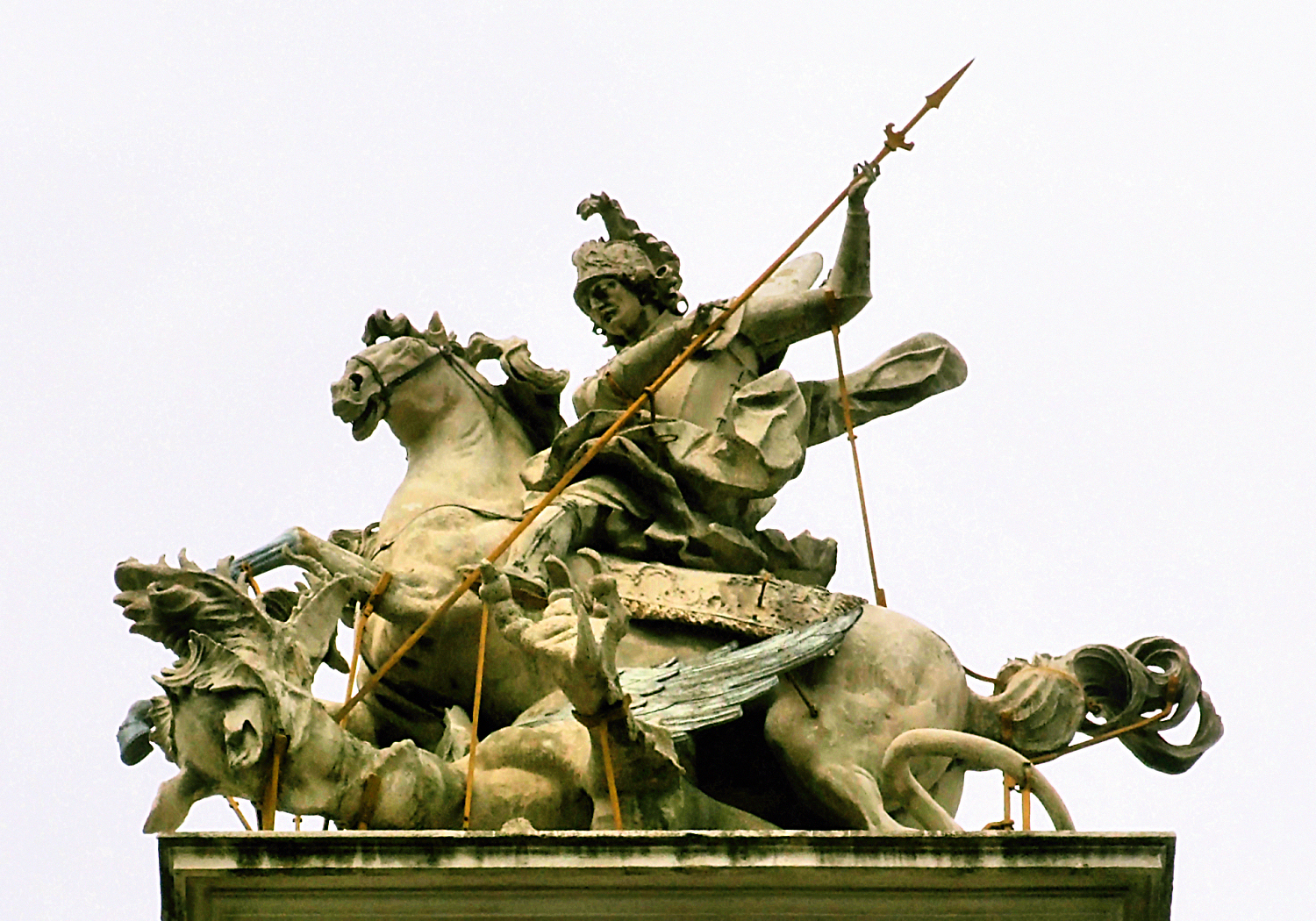
Ск. Пінзель. «Юрій-Змієборець».

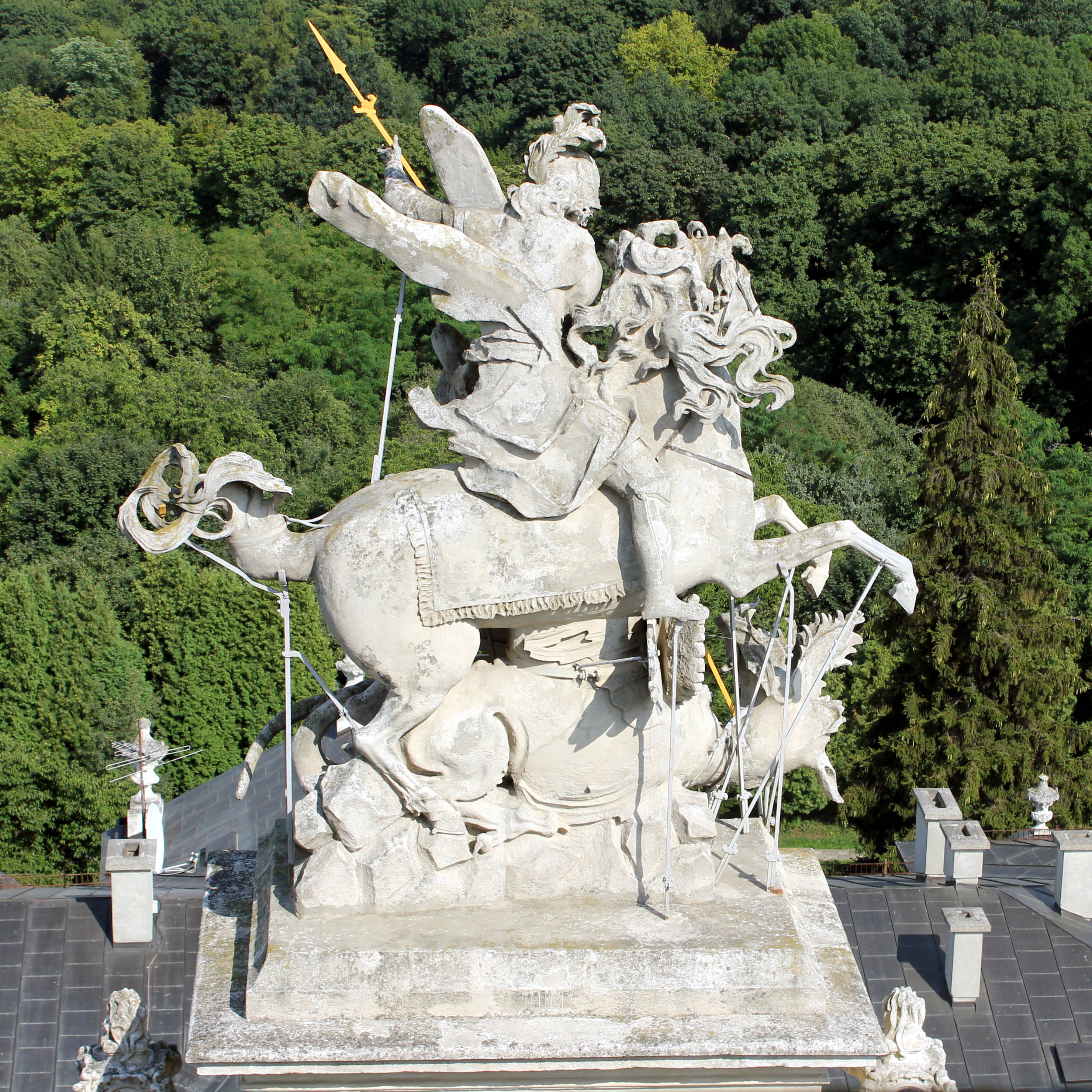
Ск. Пінзель. «Юрій-Змієборець». Собор святого Юра, Львів.

На своїх роботах не залишав підпису, монограми чи дати.
- Кам'яні монументальні скульптури святого Яна Непомука (збереглися голови, 1750 р.) і Богородиці (1751 р.) у Бучачі
- Самсон роздирає пащу лева (Музей Пінзеля, Львів, початково костел у Годовиці)
- Кам'яні скульптури для парапету Бучацької ратуші (початково 14, вціліли 9[31])
- Скульптури Козака і Невільника, що розриває пута (бучацька ратуша, можна бачити на фото)
- Святий Юрій (на парапеті собору святого Юра у Львові)
- Святі Лев та Атанас (статуї покровителів родини Шептицьких на соборі святого Юра у Львові)
- Святий Вікентій та Франциск Борджа[джерело?]; однак Ян К. Островський вважає їх творами слабшого майстра,[32] припускає, що їх автором може бути майстер, якого він називав «приятель Пінзеля» (Amico di Pinsel),[33] для творів якого характерні, зокрема, суворі обличчя[34]
- Алегорія Звитяги
- Вівтар костелу Непорочного Зачаття Діви Марії в Городенці (з 18 скульптур врятовано 5[35])
- Колона зі статуєю Пречистої Діви Марії у Городенці
- Внутрішнє оздоблення костелів святої Трійці (Устя-Зелене) та бернардинців (Гвіздець)[36]
- Розп'яття у костелах францисканців (1750-ті[37], нині в монастирі францисканців у м. Ясло[38]), святого Мартина у Львові
- Благовіщення, Вознесіння
- Жертвоприношення Авраама (Музей Пінзеля, Львів, початково костел у Годовиці)
- Богородиця зі сцени Розп'яття, Розп'яття (варіанти), Цар Соломон
- Святий Онуфрій (Рукомиш)
- Ймовірно, інтер'єр костелу бернардинців у Бережанах[39]
- Тадеуш Маньковський приписував йому 4 з 6 вівтарних скульптур костелу в Монастириськах[40], натрапивши на архівні записи,[41][42] однак З. Горнунґ[43] вважав їх роботою А. Осінського,[44][45] Ян К. Островський вважає: фігурне оформлення костелу в Монастириську є загалом роботою Пінзеля, а твердження Горнунга про авторство Осінського є хибним, бо не підтверджене ні архівними матеріалами, ні даними порівняльного аналізу.[19]
- два бічні вівтарі домініканського костелу, Золотий Потік (одна з ранніх робіт)[17]
- Пйотр Красний приписує йому авторство рельєфних антепендіїв у костелі домініканців у Богородчанах[46]

## Галерея

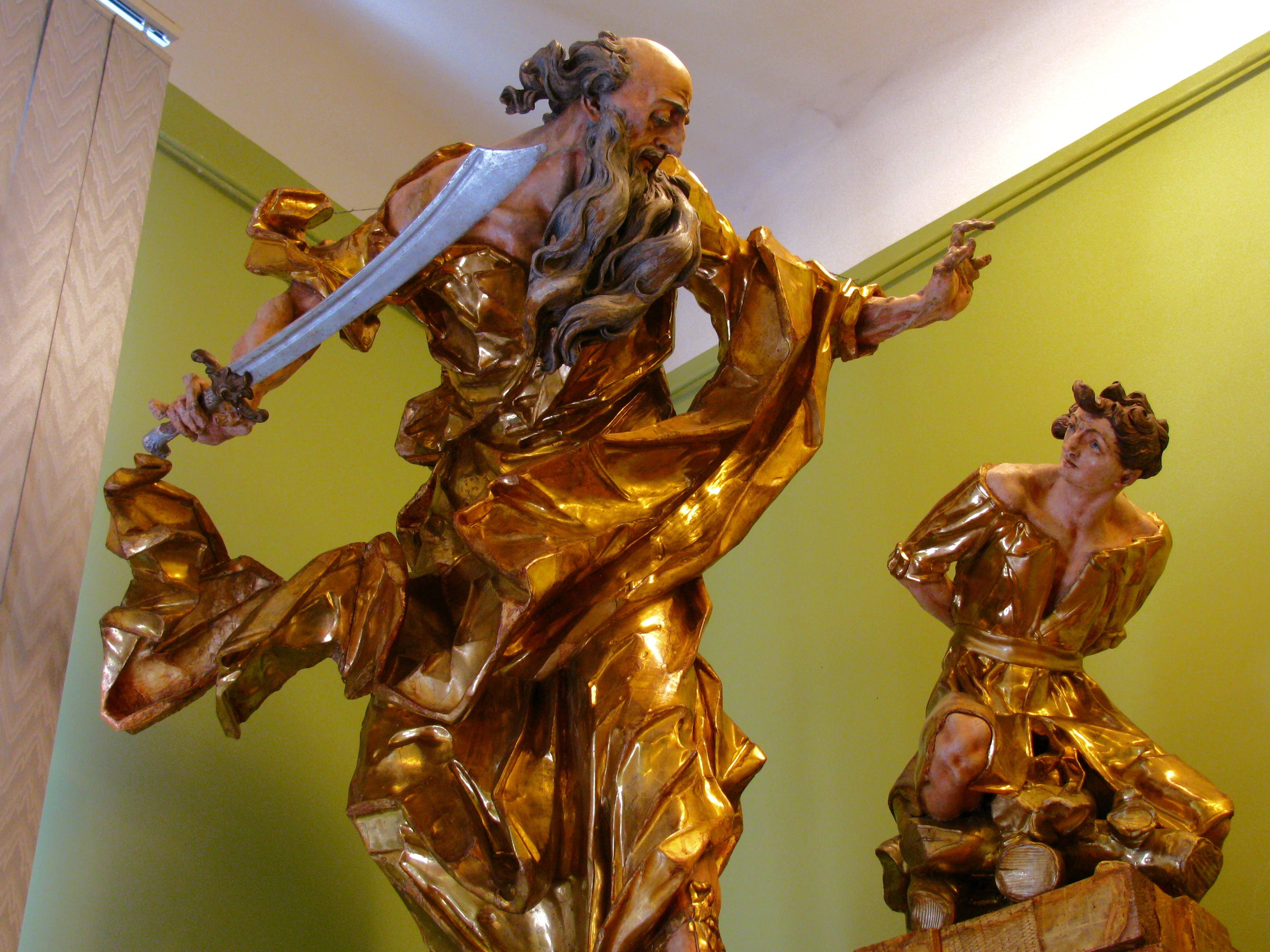
Жертвоприношення Авраама
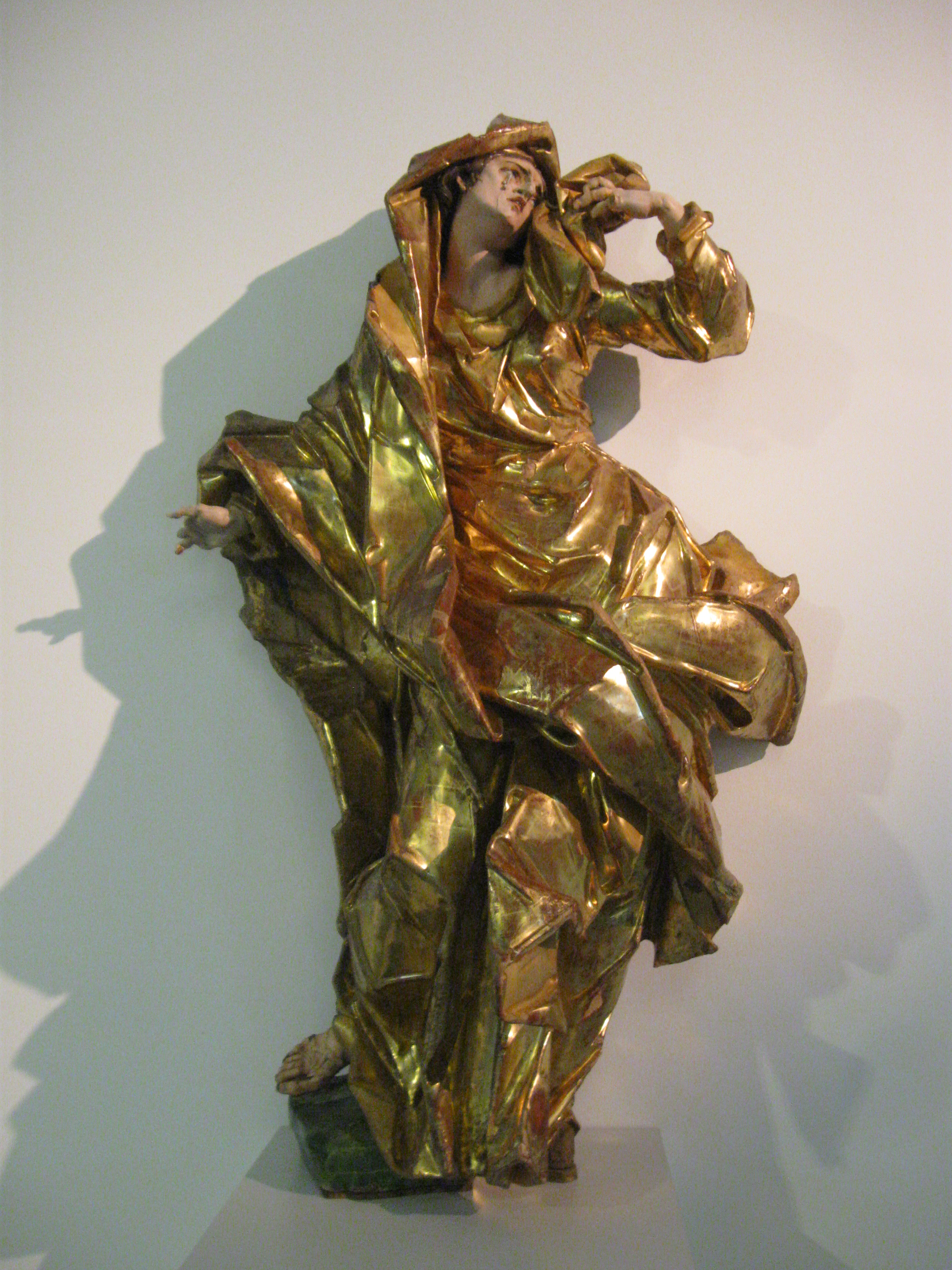
Богомати
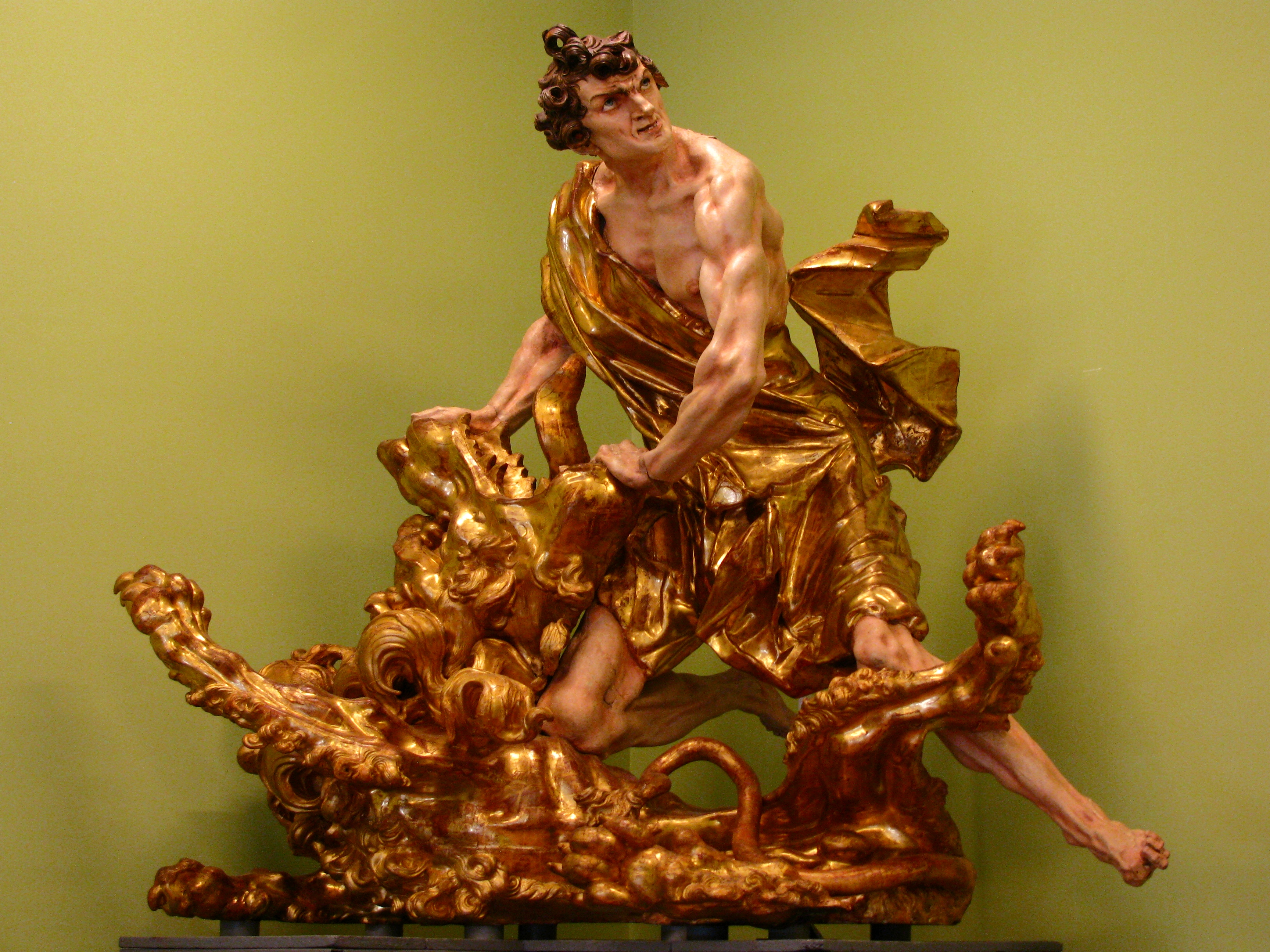
Самсон, що роздирає пащу лева
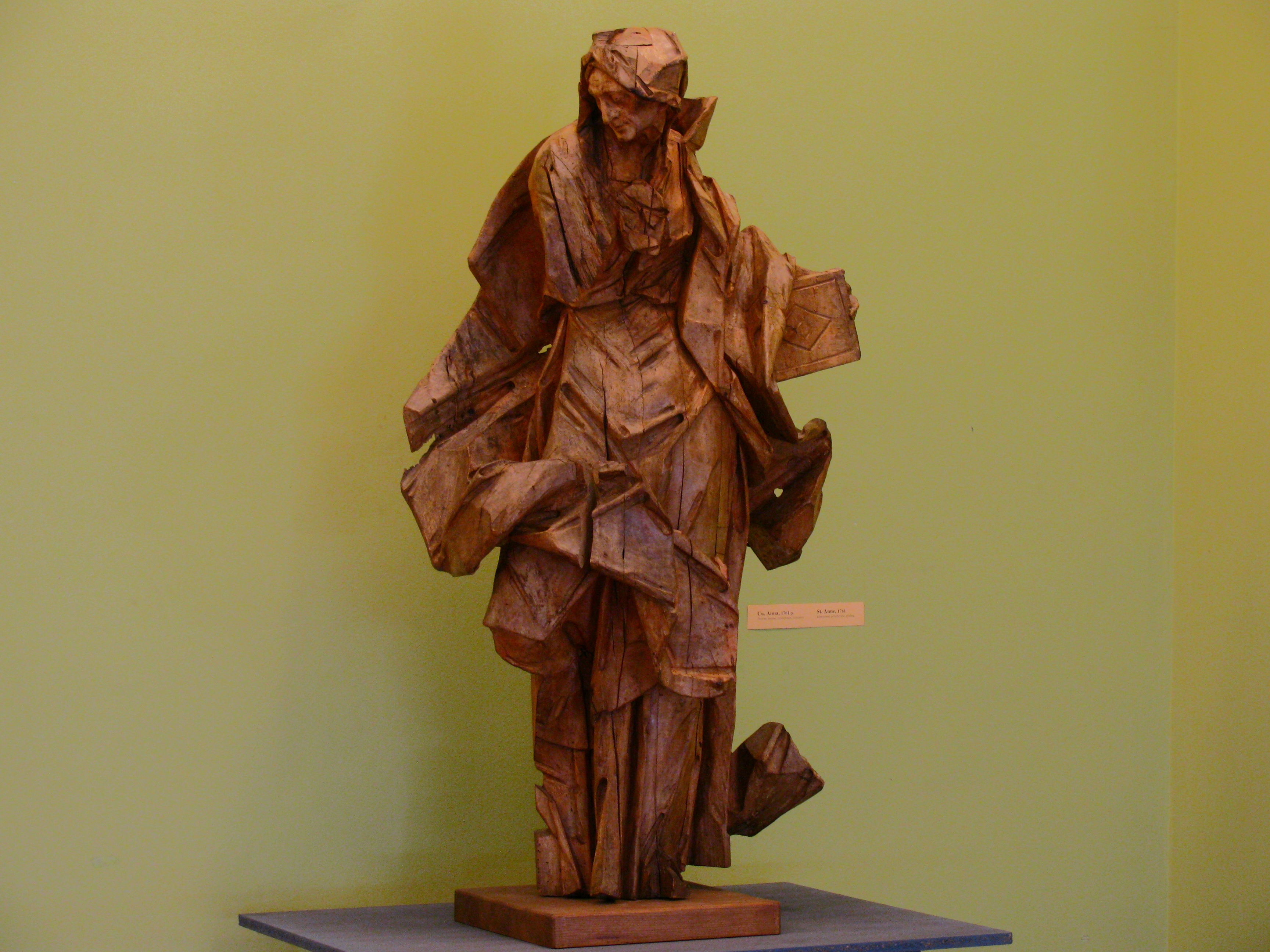
Свята Анна, Монастириська
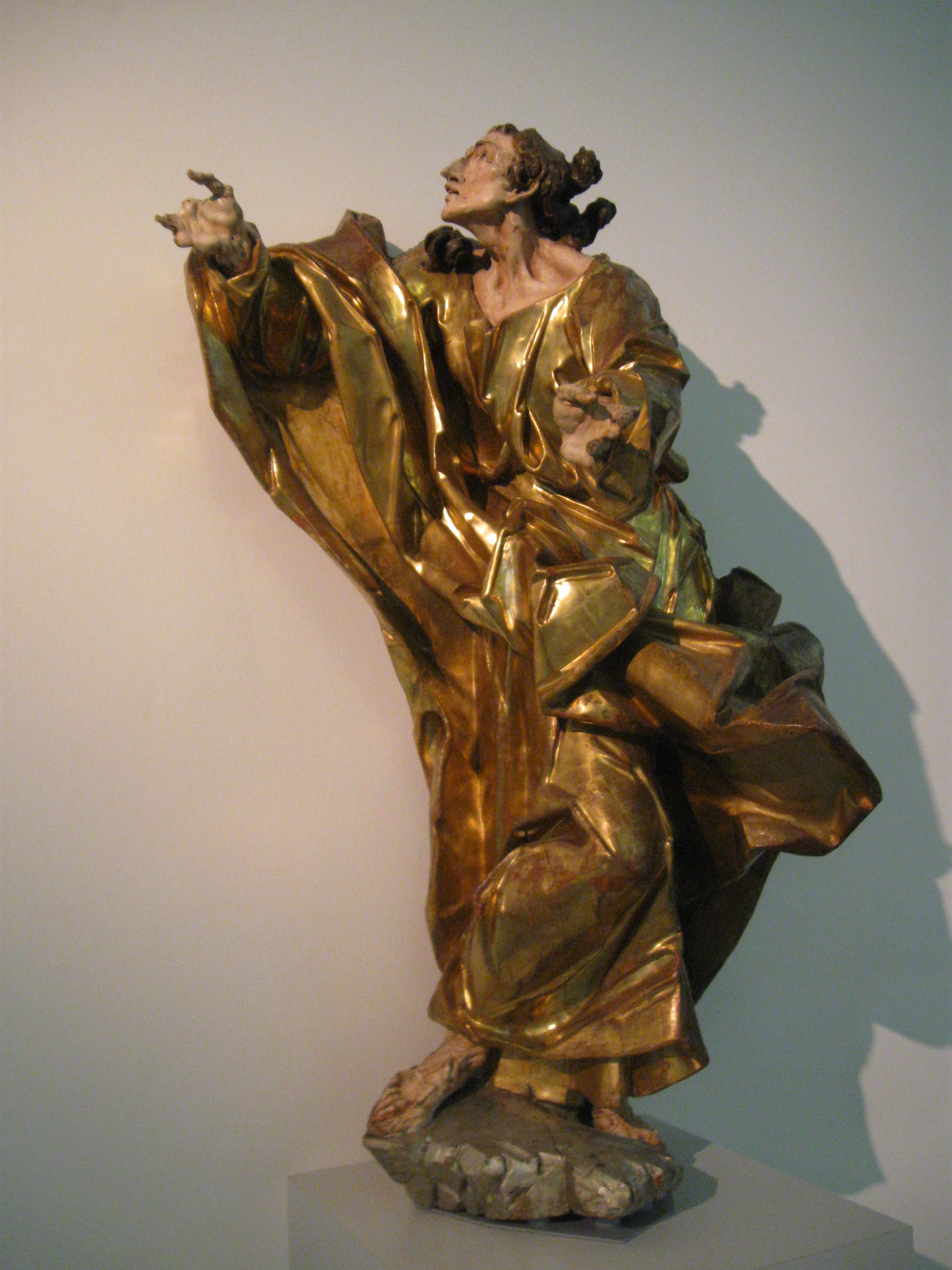
Святий Йоан
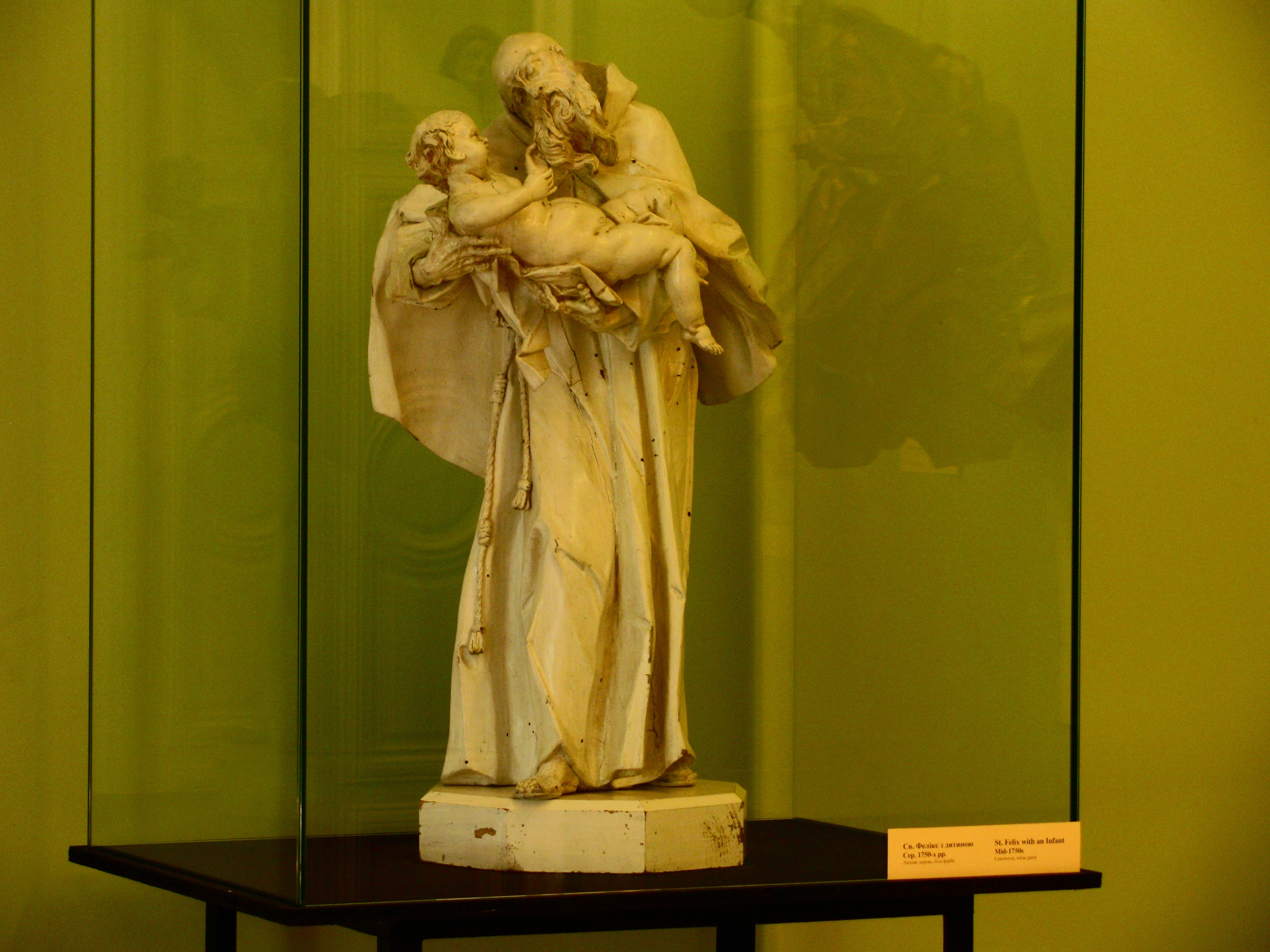
Святий Фелікс із дитиною
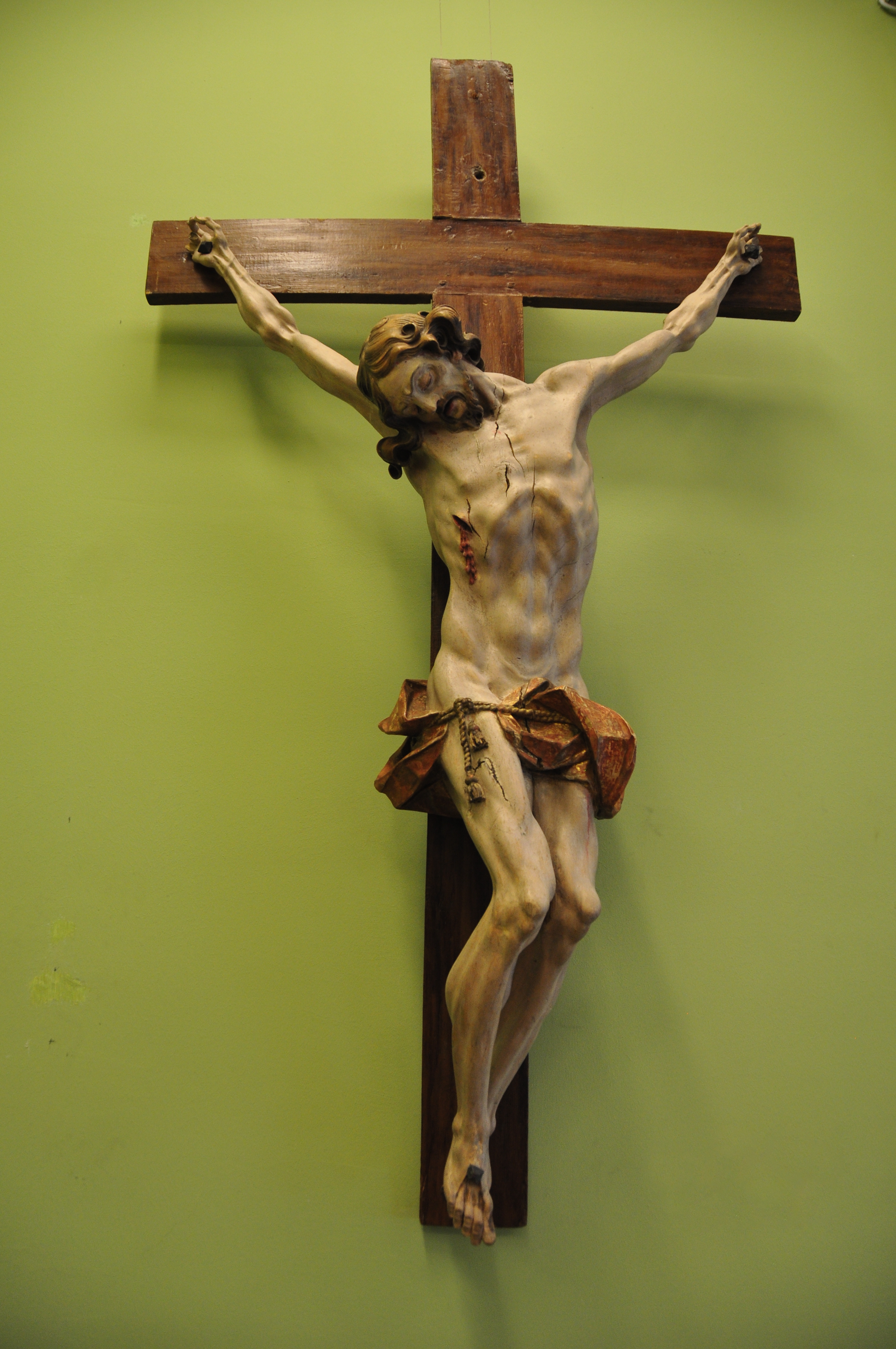
Розп'яття
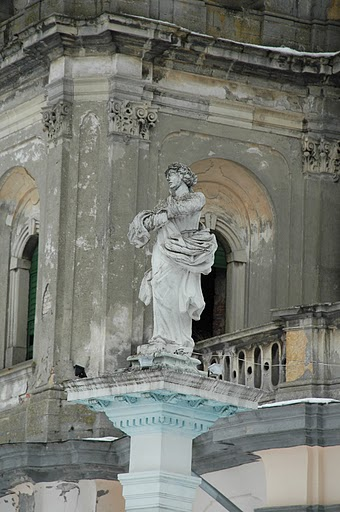
Колона зі статуєю Діви Марії в Городенці
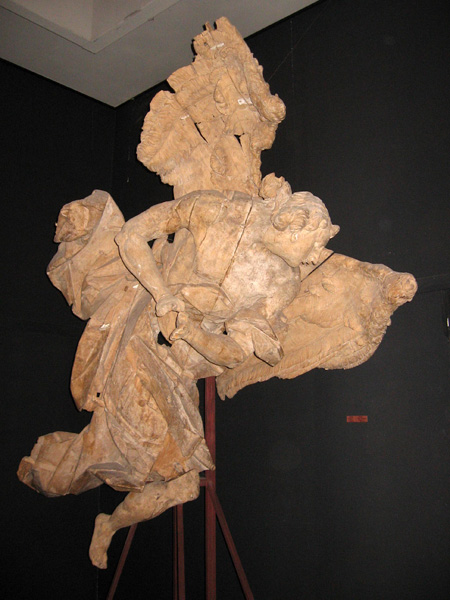
Ангел
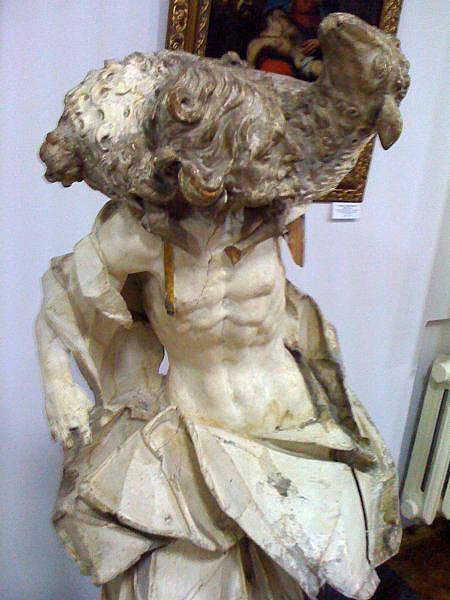
«Добрий пастир»
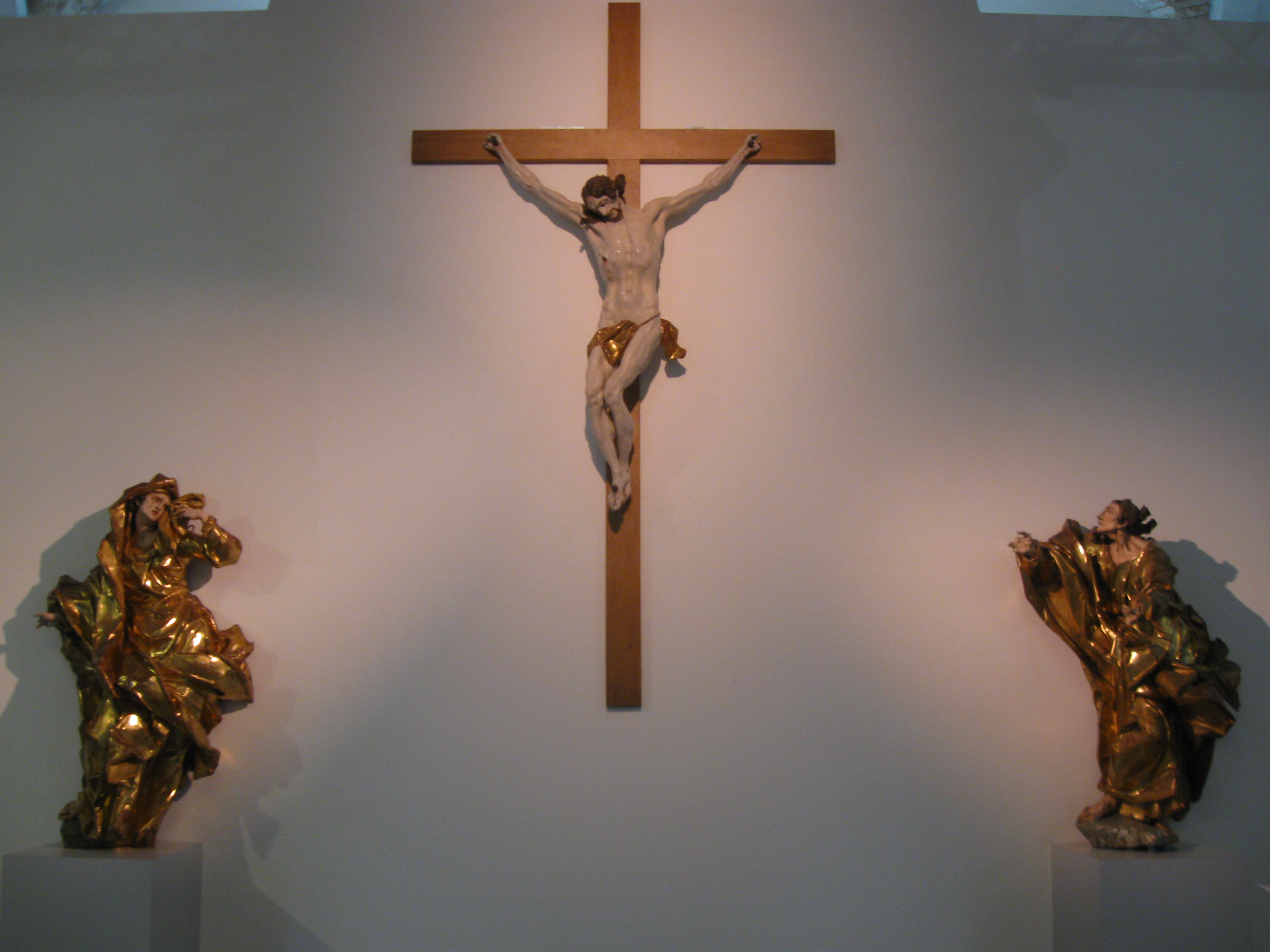
Сцена «Розп'яття». Мистецький арсенал, 2013
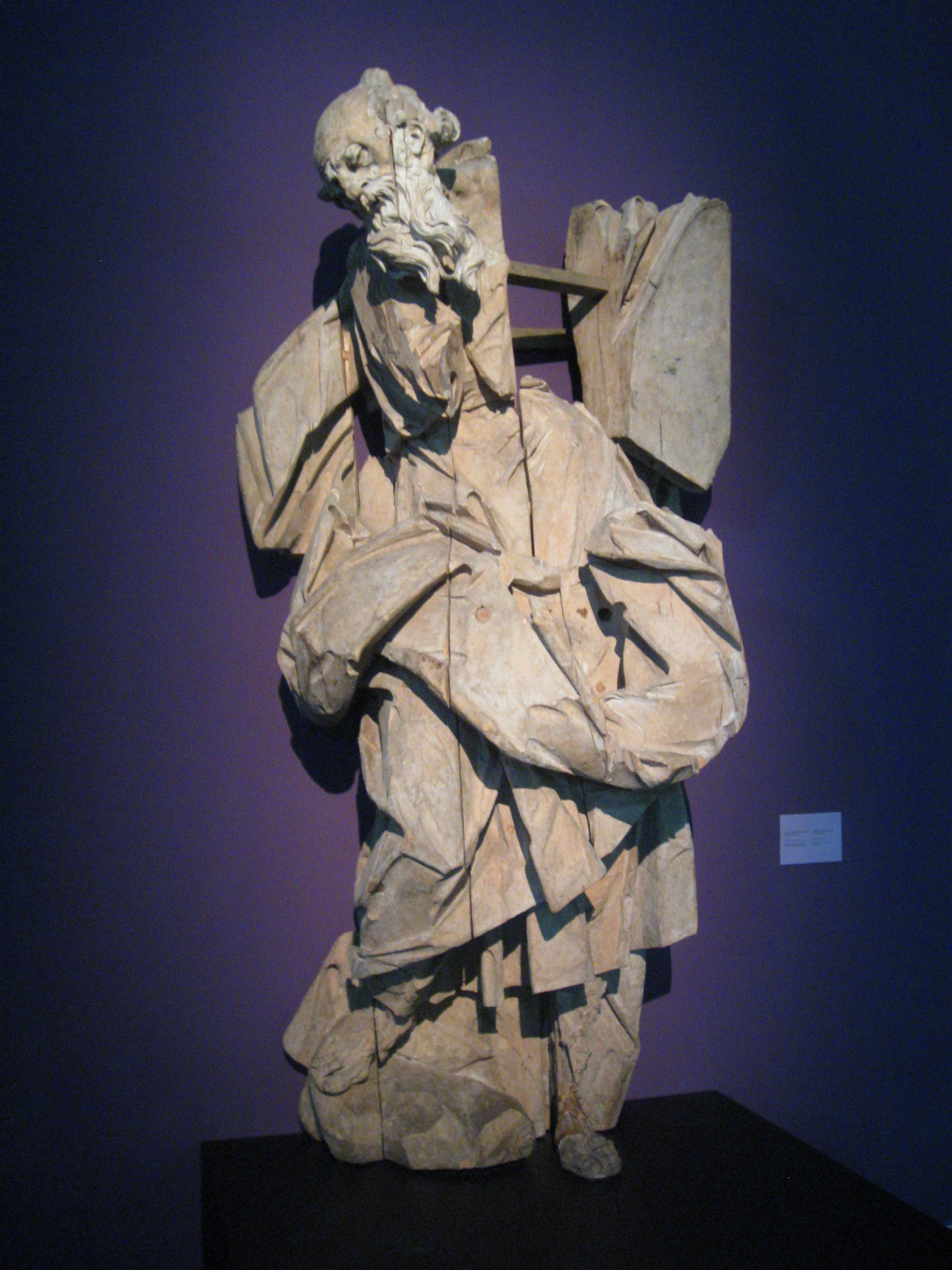
«Святий Яким». Мистецький арсенал, 2013
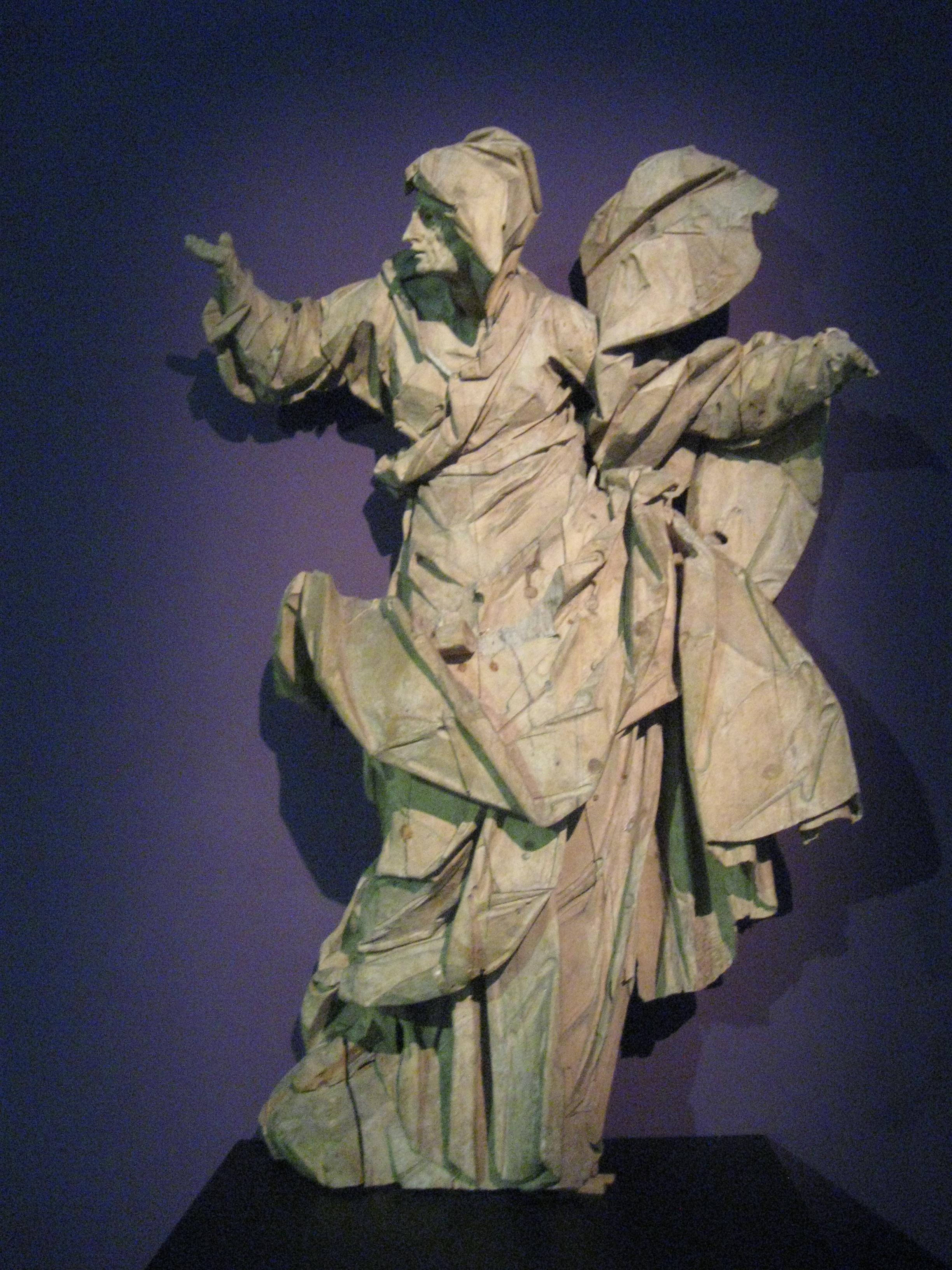
«Свята Єлизавета». Мистецький арсенал, 2013
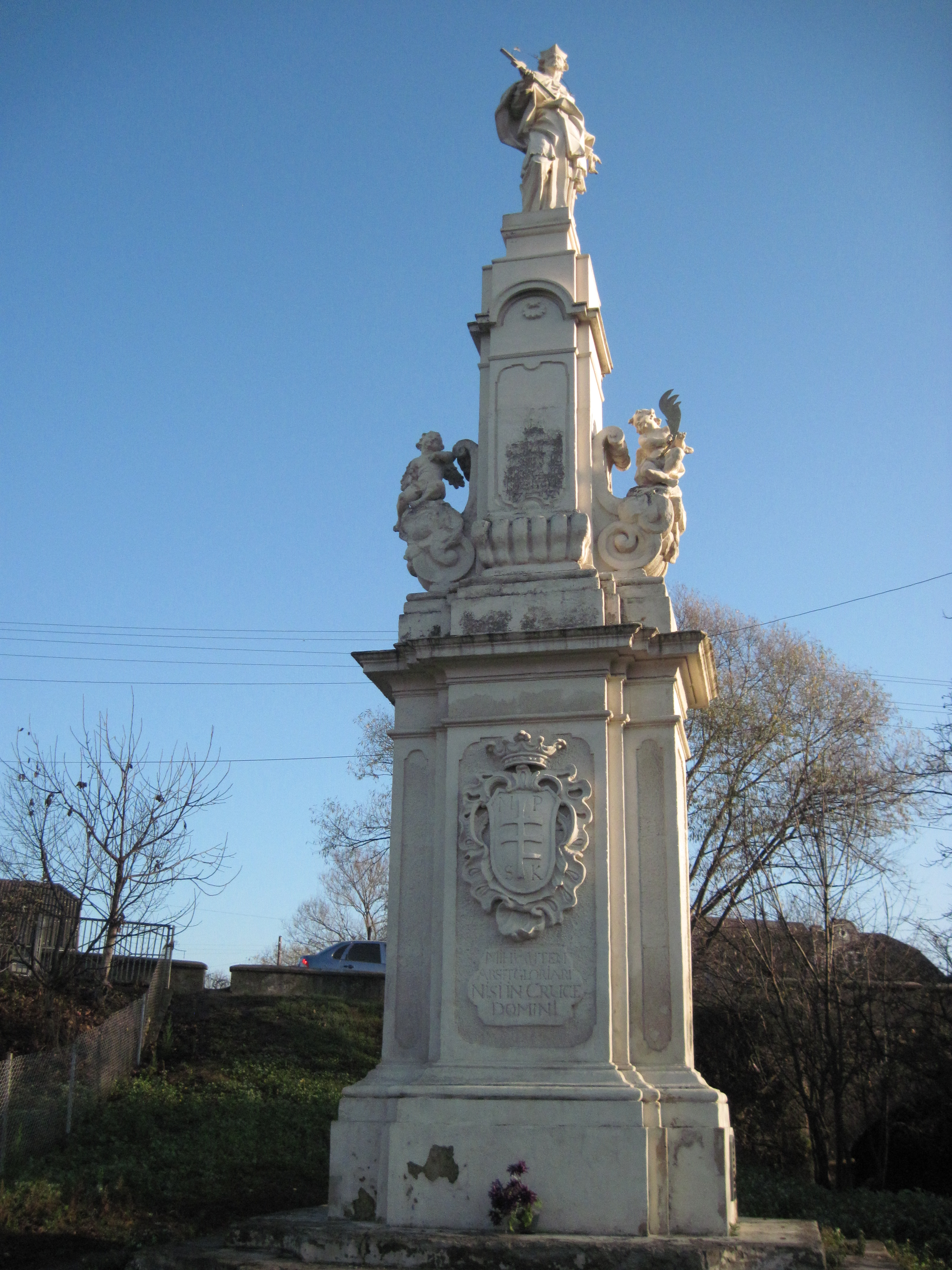
Святий Ян Непомук. Бучач
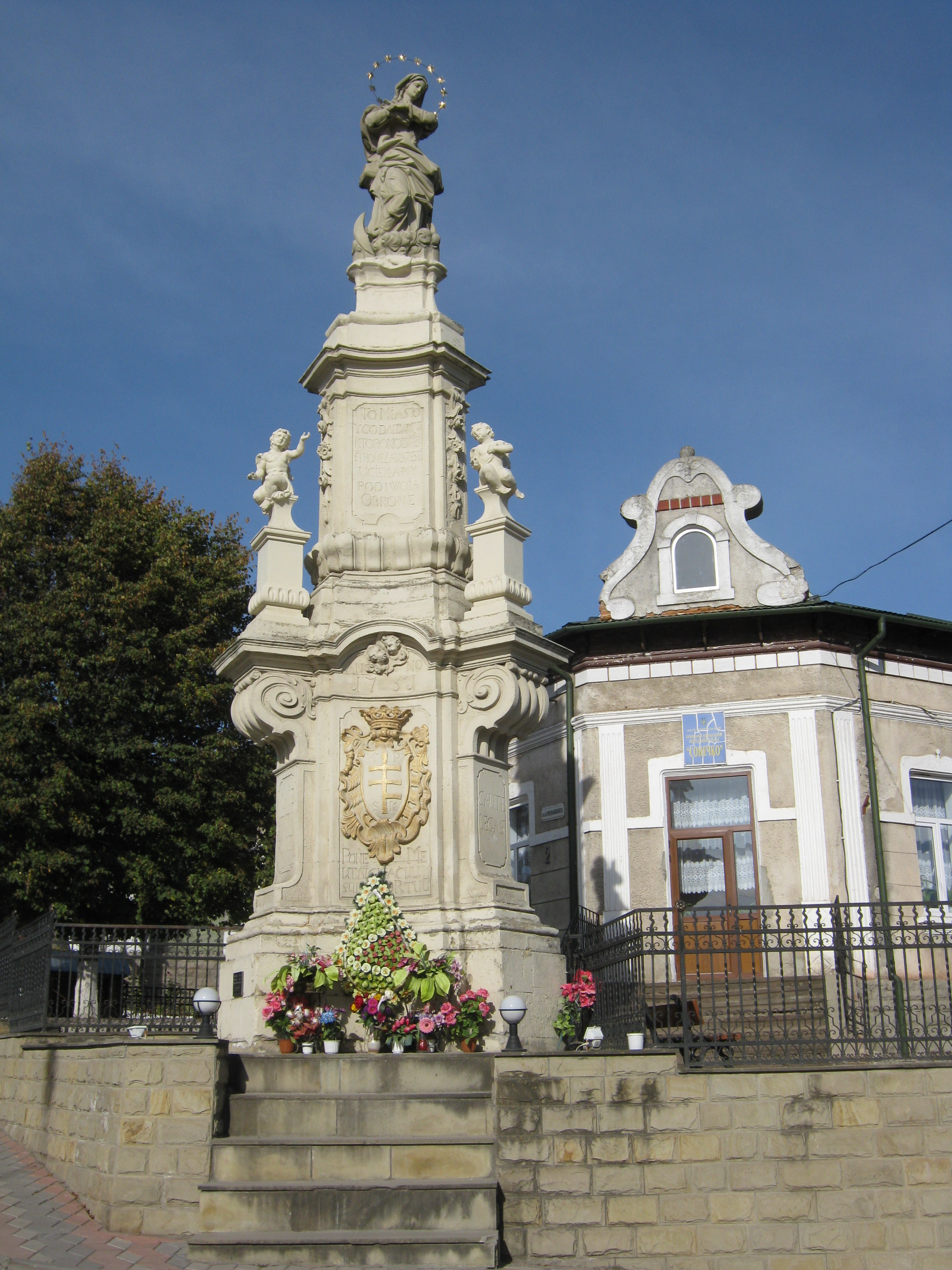
Статуя Діви Марії. Бучач-Нагірянка
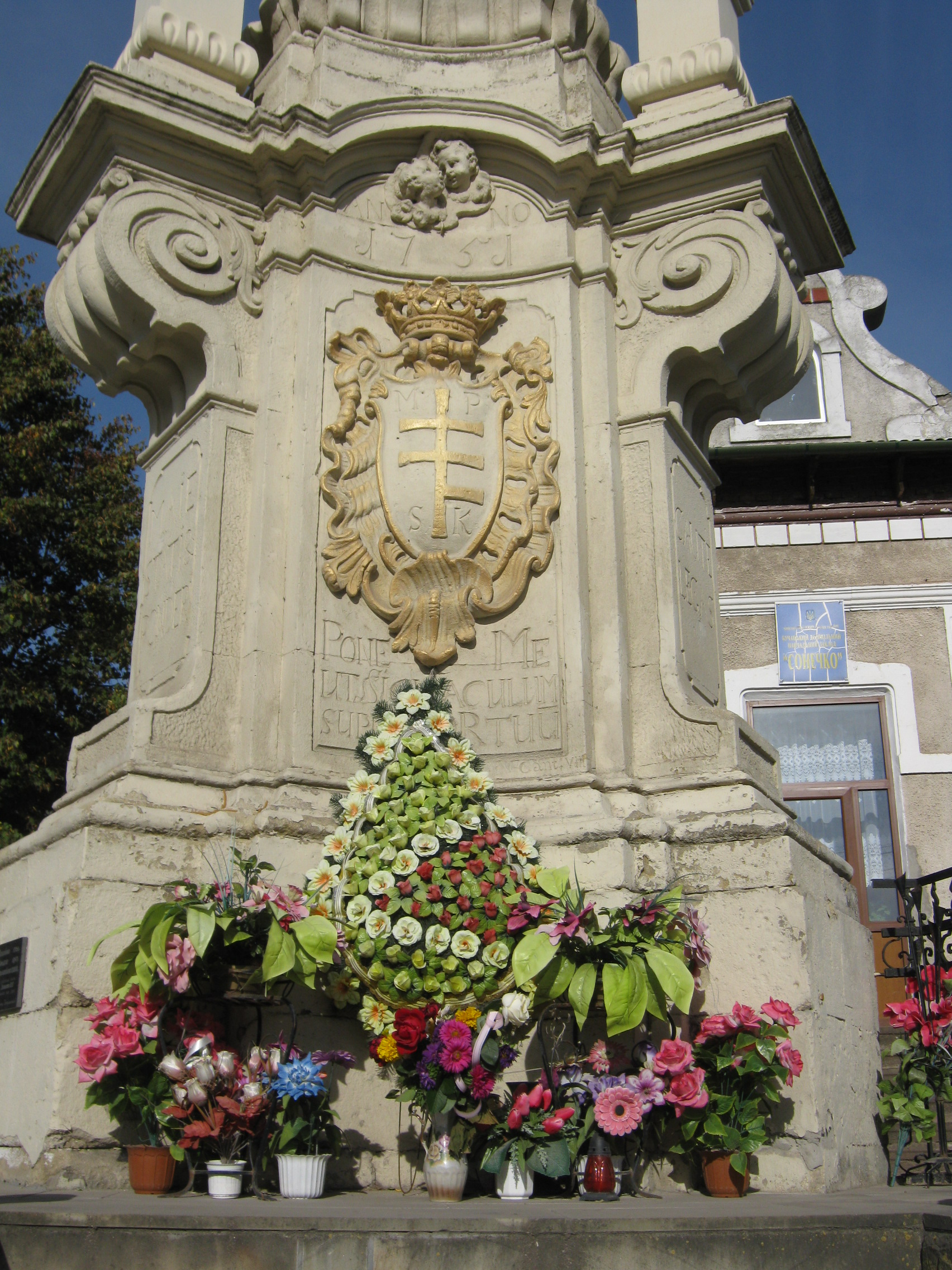
Й.-Г.Пінзель. Статуя Діви Марії (нижня частина)
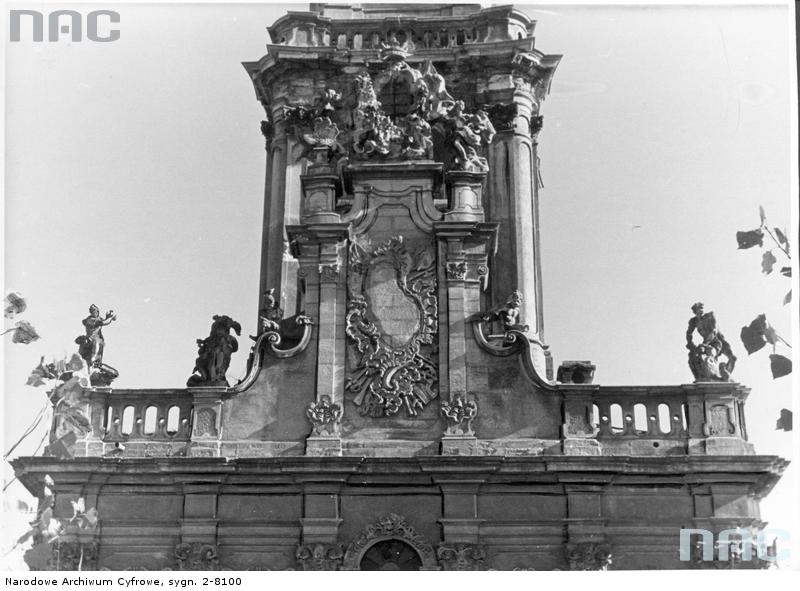
Фасад Бучацької ратуші перед другою світовою

### Пластичні ескізи-моделі
Як модель Й.-Ґ. Пінзеля розглядають сумлінно вирізьблену з липового дерева і позолочену групу святого Юрія на коні в битві зі змієм висотою 51 см, яку зберігають у Національному музеї у Львові. Її вважають підготовчою роботою до його кам'яної скульптури на фасаді собору святого Юра у Львові. Авторство Пінзеля щодо цієї «моделі» є безсумнівним, а незвичну для ескізної роботи позолоту могли нанести пізніше, щоб надати їй характеру самостійного твору. Впадають у вічі, проте, значні розходження між «моделлю» та її кам'яним виконанням. Зміни в зображенні гриви та хвоста коня, а також плаща вершника можна було б ще пояснити намаганням сильнішого акцентування контуру з розрахунку на ефектний вид монументальної групи вгорі на фасаді.
Моделлю Пінзеля вважають також статуетку святого Якима з Музею Пінзеля у Львові. За розмірами та характером виконання її можна порівняти з групою святого Юрія. Досі ще не вдалося встановити її зв'язок з відповідною статуєю, виконаною у великих розмірах. Загальний характер і досконале виконання фігури не виказує ознак ескізу. Навпаки, вона справляє враження самостійної завершеної роботи в малому форматі.
Враховуючи те, що пластичні ескізи не лише Пінзеля, а й інших скульпторів Львівської школи не збереглися до нашого часу, особливо важливою і щасливою подією стала поява на баварському мистецькому ринку восени 1999 року шести боцеті, які вважалися «чеськими» за походженням. Всі шість можна віднести до творчості Йогана-Георга Пінзеля., їх придбав Баварський національний музей у Мюнхені.

### 6 боцеті зМюнхена
Вдова Пінзеля вивезла з собою частину скульптурних робіт майстра (6 боцеті). Робилися як ескізи до великих скульптур. Віднайдені 1999 року на мистецькій ярмарці в Мюнхені. Всі (окрім більшого Святого Йосипа) висотою близько 10 сантиметрів.
- Святий Яким, Свята Анна, цар Давид, пророк — ескізи втрачених[50] вівтарних скульптур костелу Внебовзяття Пресвятої Діви Марії в Монастириськах.
- Святий Ієронім — ескіз невідомої скульптури.
- Святий Йосип — найбільший за розміром ескіз знищеної скульптури вівтаря костелу в Городенці.

### Місцезнаходження робіт
- Україна (~63 твори: ~40 у Львівській галереї мистецтв/Музеї Пінзеля, 15 — у Тернопільському обласному краєзнавчому музеї, 6 — в Івано-Франківському художньому музеї, 1 («Добрий Пастир») у Національному Музеї Народного Мистецтва Гуцульщини та Покуття [Архівовано 11 лютого 2021 у Wayback Machine.] в Коломиї, 1 статуя біля костелу Непорочного Зачаття Діви Марії в Городенці);
- Польща (Розп'яття із костелу Всіх Святих у Годовиці вивезене під час переселення поляків, тепер у вроцлавському костелі Божого Тіла[51]);
- Німеччина (6 боцеті, Баварський національний музей в Мюнхені).[47][48]

## Вшанування пам'яті

### Виставки та музей
- З 21 листопада 2012 до 25 лютого 2013 р. у Луврі відбулася виставка робіт Івана Пінзеля.[52][53][54]
- З 28 жовтня 2016 року до 12 лютого 2017 року експресивні барокові роботи — різьблення Йогана Георга Пінзеля та живопис — виставлені на показ у Зимовому палаці принца Євгена Савойського[55] комплексу-паладу Бельведер у Відні.[56] Однак ні на сітілайтах, ні в офіційних прес-релізах палацу не згадують, що колекція із фондів Львівської галереї мистецтв.[55]

### Монети та марки
Національний банк України, продовжуючи серію «Видатні особистості України», 29 листопада 2010 року ввів в обіг ювілейну монету «Іоанн Георг Пінзель» номіналом 5 гривень, що виготовлена зі срібла, масою 15,55 г, діаметром 33 мм. Тираж 5000 шт.
У 2010 році Укрпошта випустила в обіг поштові марки «Іоан Георг Пінзель. Богоматір» та «Іоан Георг Пінзель. Ангел».

### Пам'ятник та фестиваль у Бучачі
- 16 листопада 2014 року в Бучачі освячений пам'ятник майстру (скульптор — Роман Вільгушинський, меценат — Василь Бабала)[61].
- 3–5 червня 2016 року відбувся перший мистецький фестиваль «Дні Пінзеля».[62]

### У наукових працях
- Борис Возницький. Микола Потоцький староста Канівський та його митці архітектор Бернард Меретин і сницар Іоан Георгій Пінзель. — Львів : Центр Європи, 2005. — ISBN 966-7022-50-1.
- Іоанн Георг Пінзель. Скульптура. Перетворення. — Київ : Грані-Т, 2007. — ISBN 978-966-292-334-6.

### Пінзель у художній літературі
- Євгенія Кононенко. Жертва забутого майстра. — Київ : Грані-Т, 2007.
- Володимир Єшкілєв. Втеча майстра Пінзеля. — Київ : Грані-Т, 2007.
- Галина Вдовиченко. Пів'яблука. Інші пів'яблука. – Львів : Видавництво Старого Лева, 2019
- Софія Андрухович. Амадока. — Львів : Видавництво Старого Лева, 2020.
- Ірина Пустиннікова. Пінзель. Фантазія на тему біографії. - Київ : Фоліо, 2023.

### Твори Пінзеля у віртуальній та доданій реальності
- https://pinsel-ar.com [Архівовано 24 березня 2022 у Wayback Machine.]